# Dofral Distributing
Dofral Distributing Inc. war ein US-amerikanischer Hersteller von Automobilen.

## Unternehmensgeschichte
Das Unternehmen wurde am 19. April 1978 in Minneapolis in Minnesota gegründet. 1985 begann die Produktion von Automobilen und Kit Cars. Der Markenname lautete Dofral. 1989 endete die Produktion. Am 11. Oktober 1991 wurde das Unternehmen aufgelöst.

## Fahrzeuge
Das einzige Modell ^Classic T war die Nachbildung eines Ford Thunderbird von 1957. Allerdings war das Fahrzeug 178 mm kürzer als das Vorbild. Auf ein Fahrgestell wurde eine offene Karosserie aus Fiberglas montiert. Die Radaufhängungen stammten vom Ford Pinto bzw. vom Ford Mustang II. Verschiedene Vierzylindermotoren, Sechszylindermotoren und V8-Motoren waren vorne im Fahrzeug montiert und trieben die Hinterräder an.
Ein Händler bot im März 2017 ein solches Fahrzeug an.